# Magdalena Tylová
Magdalena Tylová, rozená Forchheimová, herecký pseudonym Skalná (12. dubna 1803 Praha – 19. února 1870 Praha) byla česká herečka, manželka Josefa Kajetána Tyla.

## Život
Narodila se jako jedno z třinácti dětí česko-německé rodiny vojenského kancelisty Karla Forchheima (* 1777) a jeho manželky Anny (* 1782). Její mladší sestra Anna Forchheimová (1822–1903), byla též herečka.
Okolo roku 1824 se seznámila s o pět let mladším Josefem Kajetánem Tylem. Když roku 1829 Tyl přerušil studia a odešel z Prahy s kočovnou společností, přidružila se k nim i Magdalena Forchheimová. V Domažlicích Tyl vážně onemocněl a Forchheimová se o něj během nemoci starala. J. L. Turnovský uvedl, že „její snahou se nemocný zotavil a od té doby zůstal své opatrovnici z vděčnosti nakloněn“. Po deseti letech vyvrcholil tento vztah sňatkem. Dne 28. ledna 1839 se v kostele svatého Ignáce v Praze Magdalena Forchheimová za provdala za Josefa Kajetána Tyla. Magdalena se vdávala už jako těhotná. Následný porod se však neobešel bez těžkých komplikací, které měly za následek úmrtí dítěte a Magdalena již nemohla mít další děti.
Roku 1841 se po ročním pobytu vrátila s rodiči ze Lvova její sestra Anna, kterou Tyl poznal ještě jako dítě, když v rodině Forchheimových vyučoval. Tyl a  Anna se stali milenci a ze vztahu nakonec vzešlo 8 nemanželských dětí (jedno zemřelo předčasně). Navzdory tomu manželstvíanželství zůstalo zachováno a Magdalena vychovávala společně se sestrou a manželem sedm dětí.
Po smrti manžela a poté, co opustila hereckou dráhu, žila chudobně za podpory spolku Svatobor.
Byla pohřbena na Olšanských hřbitovech. Její hrob byl znovu pronajat a jejím jménem již označen není.

## Herecká dráha
Magdalena Forchheimová vystupovala v českých i německých hrách, a to nejen v činohrách, ale i v operách a zpěvohrách (soprán). J. L. Turnovský např. uvedl, že v roce 1830 zpívala roli prvního genia v Mozartově Kouzelné flétně. V mnoha Tylových hrách byla první představitelkou ženských rolí (např. titulní role ve hře Paní Marjánka, matka pluku.
Mimo níže uvedených divadel a divadelních společností hostovala krátkodobě i v jiných divadlech, zejména ochotnických.
Magdalena Forchheimová začala svou hereckou dráhu jako šestnáctiletá ochotnice v souboru vedeném pražským hercem Šmilerem; soubor vystupoval v Anežském klášteře. Poprvé vystoupila ve Stavovském divadle bezplatně roku 1822; angažmá do německých her, které jí nabídlo vedení divadla v roce 1824, přijala s výhradou, že bude vystupovat i v českých hrách. Patřila tak mezi málo herců a hereček Stavovského divadla s dobrou znalostí češtiny.
V letech 1829–1830 odešla z Prahy společně s Josefem Kajetánem Tylem ke kočovné české společnosti Karla Hilmera. Od Hilmerovy společnosti odešla v sezóně 1831–1832 k německé divadelní společnosti do Chebu. Česky začala hrát znovu v roce 1833 ve Stavovském divadle, v období 1834–1837 působila v Tylově Kajetánském divadle, kde vystupovala mezi jiným i její sestra Anna Forchheimová a snoubenka Karla Hynka Máchy Lori Šomková.
Po sňatku začala vystupovat pod jménem Skalná. Od roku 1842 vystupovala v Novém divadle v Růžové ulici, kde v té době byla hrána česká představení, roku 1844 se vrátila do Stavovského divadla. V roce 1845 hrála v ochotnických představeních, ve Stavovském divadle znovu od roku 1844 do roku 1851, kdy byla spolu s dalšími českými herci propuštěna. Se skupinou propuštěných herců, spolu s Tylem, odešla ke kočovné společnosti J. Kullase, od roku 1853, později F. Zöllnera. Vystřídala další společnosti, po roce 1860 svou hereckou dráhu ukončila pro problémy s hlasem.

## Zajímavost
Podle vzpomínky Lori Šomkové, snoubenky Karla Hynka Máchy, ji právě Magdalena Forchheimová uvedla do divadelní společnosti, kde se s Máchou seznámila.